# Hambourg-Dulsberg
Dulsberg est un quartier de l'arrondissement de Hambourg-Nord, dans la ville de Hambourg. Dulsberg est l'un des plus petits quartiers de Hambourg en termes de superficie.